# Верван (Шаранта)
Верва́н (фр. Vervant) — коммуна во Франции, находится в регионе Пуату — Шаранта. Департамент — Шаранта. Входит в состав кантона Сент-Аман-де-Буакс. Округ коммуны — Ангулем.
Код INSEE коммуны — 16401.
Коммуна расположена приблизительно в 380 км к юго-западу от Парижа, в 85 км южнее Пуатье, в 21 км к северу от Ангулема.

## Население
Население коммуны на 2008 год составляло 132 человека.
| 1962 | 1968 | 1975 | 1982 | 1990 | 1999 | 2008 |
| ---- | ---- | ---- | ---- | ---- | ---- | ---- |
| 152  | 138  | 152  | 140  | 152  | 142  | 132  |

## Экономика
В 2007 году среди 75 человек в трудоспособном возрасте (15—64 лет) 51 были экономически активными, 24 — неактивными (показатель активности — 68,0 %, в 1999 году было 64,3 %). Из 51 активных работали 47 человек (26 мужчин и 21 женщина), безработных было 4 (0 мужчин и 4 женщины). Среди 24 неактивных 3 человека были учениками или студентами, 9 — пенсионерами, 12 были неактивными по другим причинам.

## Достопримечательности
- Дольмен Буакс (эпоха неолита). Исторический памятник с 1889 года[3]
- Некрополь Буакс. Исторический памятник с 1991 года[4]

## Фотогалерея
- Церковь
- Некрополь Буакс
- Военный мемориал